# 원천군 (이휘)
원천군 이휘(原川君 李徽, 1533년 ~ 1594년)는 조선 시대의 왕족 종실 겸 시인이자 문관 겸 무신 관료이며 정치인이었다. 그는 시문장(詩文章)으로 학덕(學德)이 높았는데, 그의 아버지 은계수 이말숙(1507년 ~ 1577년 2월 9일)은 세종대왕 이도(1397년 5월 15일 ~ 1450년 3월 30일)의 증손(曾孫)이다.

## 생애

### 출생
세종대왕의 고손(高孫)이기도 한 그는 조선 세종대왕 이도(1397년 5월 15일 ~ 1450년 3월 30일)의 서자(庶子)인 영해군 이당(1435년 3월 20일 ~ 1477년 5월 5일)의 증손이다. 결국 그는 이로 하여금, 조선 태종 이방원 가내 가통의 직계 후손 출신이기도 하다.
아명(兒名)은 이징(李徵, 1533년(중종 27) 출생명)·이의(李㱅, 1536년(중종 30) 첫 개명)이고 나중에 1537년(중종 31) 당시에는 이휘(李徽)로 마지막 개명(改名)하였다.

### 일생
본관(관향)은 전주(全州)이며 아버지 은계수 이말숙(1507년 ~ 1577년 2월 9일)과 어머니 해주 최씨 부인의 슬하 1남 6녀(7남매) 중 외동아들이자 셋째(형제자매로는 누나 2명과 누이동생 4명)로 출생한 그는 중종 임금의 치세 시절이던 1540년(중종 34) 8세 당시 원천부위(原川副尉)에 첫 책봉되었고 그 이후 1545년(인종 1) 인종 임금에 의하여 당시 12세로 원천부수(原川副守)에 개봉된 그는 1546년(명종 1) 13세 당시에 감찰 여세평(呂世平)의 딸인 함양 여씨(현부인)와 결혼(혼인)하여 슬하 2남 1녀(3남매)를 두었으나 그 가운데 아들 둘(첫째·막내)은 어렸을 때 모두 질병으로 인하여 요절하였고 외동딸(둘째)만 장성할때까지 남았다.
1554년(명종 9) 22세 당시에 학행(學行)과 효행(孝行)으로써 음서(蔭敍)로 천거된 이후 1556년(명종 11)에 열린 예과(豫科)와 1563년(명종 18)에 열린 예과에 각각 장원(壯元)을 하는 등 이른바 두번씩 예과 과거 장원 급제(두번씩 예과에 장원 합격)를 하였고 명종 임금의 총애(寵愛)를 받았으며 1577년(선조 10) 당시에 부친상(父親喪, 1577년 은계수 이말숙 서거.)을 치렀고 선친(先親)의 삼년상(三年喪)을 치렀다.
1580년(선조 13) 2월 9일, 선친 3주기 당시 선조 임금에 의하여 원천부윤(原川副尹)에 재차 개봉된 그는 2년 후 1582년(선조 15) 당시에 질병으로 인하여 부인(여씨)을 상배(喪配, 1582년 현부인 함양 여씨 서거.)하였는데 질병으로 인하여 배우자(여씨 부인)와 사별할 당시 그의 슬하 2남 1녀 중 둘째(외동딸)로 장성할때까지 남아 이미 지난 13년 전이던 1569년(선조 2) 당시에 진사 황신(黃愼)의 측실(側室)이 된 외동딸 이씨(李氏)가 1582년(선조 15) 당시부터 1585년(선조 18)까지 현부인 함양 여씨(원천부윤(이휘)의 부인)의 삼년상(三年喪)을 치르는 등 여식 또한 순전(純全)히도 효녀(孝女)였다.
또다른 한편으로, 원천부윤 이휘(原川副尹 李徽)는 1583년(선조 16) 당시에 질병으로 인하여 모친상(母親喪, 1583년 해주 최씨 부인 서거.)을 치렀고 1584년(선조 17) 당시 선조 임금에 의하여 원천군(原川君)에 마지막 진책(진봉)되었으며 1586년(선조 19) 3월 11일 당시 자친(慈親)의 삼년상(三年喪)을 마치고 책록된 정의대부(正議大夫)라는 작위 6년차 시절이던 선조 임금 치세 중기 시절(1592년 5월 23일)에 임진왜란이 일어나자 전란 대책에 공을 세워 1593년(선조 26)에는 중의대부(中議大夫)라는 작위에 올랐지만 곧 책록된 관직을 모두 사퇴하여 후학 양성에 전념하다가 이듬해 1594년(선조 27) 갑작스레 풍병에 걸려 향년 62세로 서거하였다.

#### 사후
그의 묘소는 지금의 서울특별시 도봉구에 있다.

## 같이 보기
- 순천군 이관 (같은 시대의 조선 왕족 종실 친척이자 학행 및 효행자.)